# TROY無双
『TROY無双』（トロイむそう）は、コーエーテクモゲームスから2011年5月26日に発売されたPlayStation 3、Xbox 360用ゲームソフト。海外でのタイトルは、『Warriors:Legends of Troy』。
キャッチコピーは「怒れる漢の一騎当千!」。
北米Xbox 360版は当初発売される予定だったが、発売直前になり中止となった。

## 開発
本作は、「欧米に受け入れられる『無双』」というコンセプトのもとで、TECMO KOEI CANADAによる開発が行われた。
当初はゾンビを題材とすることも考えられたが、ボンドは欧米文化の根幹にあるギリシャ神話を使いたいと考え、その中でも一人が多人数をなぎ倒す場面の存在する『イーリアス』ならば『無双』シリーズのコンセプトからそれることはないと考え、トロイ戦争におけるトロイ軍とギリシャ軍の攻防を題材とすることを決めた。
ただし、『イーリアス』は人間の本質に迫った重い内容であることから、演出やシステムがアニメ調にならないよう注意が払われた。加えて、欧米人向けにアレンジするにあたり、開発チームは従来の『無双』シリーズは欧米人にとって理解しづらい点をリストアップした。
本作のゲームデザイナーのマイケル・ボンドは4Gamer.netとのインタビューの中で、欧米人に理解しづらいものの例としてボタンを押すだけでゲームを進められるシステムを挙げ、自分たちで試行錯誤しながらプレイする方が欧米人にとって爽快感を得られるものとしている。
また、本作のディレクターとして参加したTECMO KOEI CANADAの門脇宏は欧米のプレイヤーから「従来の『無双』シリーズは戦場に没入できない」という意見が多数寄せられたと前述のインタビューの中で述べており、プレイヤーキャラクターが高くジャンプする場面などが彼らにとって非現実的に見えてしまったのではないかと推測している。
ボンドも、三国志や戦国時代を舞台とした従来の『無双』シリーズにおいて小さな少女が戦場を駆け回る場面が欧米人にとって信じられるものではなかったため、開発当初はスタッフ間での食い違いがあったと述べている。
カナダ側のスタッフから寄せられた「実際の戦場では、多人数を一度の攻撃で倒そうとはしない。おそらく渾身の攻撃で一人ずつ倒すはずだ」という提案を受け、一度すべての戦い一対一で行うというプロトタイプが作られたものの、戦いが複雑化した上に『無双』シリーズからの根幹からそれてしまったため、最初から作り直しとなった。
これらのことを踏まえ、コンボ攻撃を一対一の決闘に近いものにした。また、防御システムとして盾の概念が取り入れられ、盾兵などの防御力は従来の『無双』シリーズよりも設定された。
門脇は前述のインタビューの中で、「盾兵などの硬い敵は最初はめんどくさいと感じるかもしれないが、実はすべての敵に、ちゃんと効率的に倒せる攻略法が用意されている」と述べている。

## キャラクター
声は日本語吹替版のもの。

### プレイアブルキャラクター

#### ギリシャ軍
アキレウス
声 - 神奈延年
女神・テティスの息子にしてミュルミドンの王。獰猛で血に飢えた戦いぶりから、敵のみならず味方からも獅子と恐れられるギリシャ軍最強の戦士。自尊心が高く神すら畏れない傲慢な性格。ある事件をきっかけに死亡する。
オデュッセウス
声 - 石塚運昇
イタカの王にしてギリシャ軍屈指の知将。自らが立案した誓約が戦争の発端となったことに責任を感じており、戦争の終結のために知略を駆使する。トロイの木馬を発案し、ギリシャ軍を勝利に導く。暗器の扱いに長ける。
アイアス
声 - 堀之紀
サラミスの王・テラモンの息子で巨体の戦士。ギリシャ軍の勝利を正義と信じており、忠義と正義のために戦っている。アキレウスの死後に錯乱し、自害して果てた。
パトロクロス
声 - 置鮎龍太郎
アキレウスの無二の親友。冷静で道義をわきまえた好青年であるが、戦いを楽しむ好戦的な一面も持ち合わせる。アキレウスが戦場に戻る前には、彼の自尊心を尊重し彼の鎧を身につけ戦った。

#### トロイ軍
ヘクトル
声 - 桐本琢也
トロイの王・プリアモスの長男。味方のみならず敵からも一目置かれるトロイ軍最大の英雄。実直で忠義に厚い。パトロクロスを殺したことでアキレウスから復讐の対象として恨まれることになる。
パリス
声 - 緑川光
プリアモスの息子でヘクトルの弟。「生かしておけばトロイは破滅する」というアイサコスの預言により、赤子の頃に捨てられる。しかし実際は生き存えて「羊飼いのアレクサンドロス」となっており、再びトロイの王子として迎えられる。メネラオスの妻で絶世の美女のヘレネと恋に落ち、戦争発端の要因となった。弓術に優れる。
ペンテシレイア
声 - 渡辺美佐
軍神・アレスの娘でアマゾネスの女王。アテネの王・テセウスにさらわれた姉ヒッポリュテを救い出すためアテネに攻めいったが、誤って姉を殺めてしまう。その罪に苦しみ、魂の浄化と戦場での名誉ある死を望む。
アイネイアス
声 - 中井和哉
トロイ王家の人間・アンキセスと美の女神・アプロディテの息子。若いながらも思慮深い好男子。カッサンドラにより「ギリシャとトロイを合わせたよりも大きな、千年の長きに渡り世界を統べる国を築く」と預言され、トロイ滅亡後に生存者たちを引き連れて新天地へと旅立った。妻はプリアモス王の娘・クレウサ、息子はアスカニオス。

### その他のキャラクター
メネラオス
声 - 高塚正也
アガメムノンの弟で、スパルタの王。ヘレネを娶るが、彼女をパリスに奪われたことで報復を誓う。
デイポボス
声 - 石川英郎
ヘクトルの弟。トロイの王子の中でも一、二を争う腕の持ち主。ギリシア神話ではパリスの死後ヘレネを妻としているが、本作ではパリスより先に死亡する。
ミュネス
リュルネソスの王。アキレウスに討たれる。
エエティオン
テーベの王。アイアスに討たれる。
トロイロス
トロイの末の王子。ヘクトル・パリス・デイポボスの弟。アポロン神殿でアキレウスに討たれる。
メリオネス
イドメネウス
ギリシャ軍の将。パリスを全ての元凶とみなし、対峙する。
レソス
トラキアの王。トロイの援軍として到来したが、オデュッセウスらの夜襲に敗れる。
アステロパイオス
トロイの将。スカマンドロス川でアキレウスに討たれる。
メムノン
エチオピアの王。トロイの援軍として到来したが、トロイ城外でアキレウスに討たれる。
アガメムノン
声 - 江川央生
ミュケナイの王でギリシャ軍の総指揮官。残虐、強欲で自分の過ちを認めることはない。
- ナレーション（声 - 矢田耕司）